# Leonardo Perziano
Pas d'image ? Cliquez ici

a Compétitions nationales et continentales officielles uniquement.

b Matchs officiels uniquement.
 Leonardo Perziano, né le 21 avril 1971 à Trévise (Italie), est un joueur international italien de rugby à XV.

## Biographie
Leonardo Perziano évolue au poste d'ailier, il mesure 1,82 m pour 78 kg. 
Il fait ses débuts au Benetton Trévise.
Il honore sa première cape internationale le 17 avril 1993 à Coimbra avec l'équipe d'Italie pour une victoire 33-11 contre l'équipe du Portugal.

## Équipe nationale
- 1 sélection en équipe d'Italie.
- 5 points (1 essai).
- Sélections par année : 1 en 1993.

## Palmarès
- Vainqueur du Championnat d'Italie : 1997, 1998, 1999
- Vainqueur de la Coupe d'Italie : 1998